# لوري سيمبسون
لوري سيمبسون (بالإنجليزية: Laurie Simpson)‏ هي متسابقة ملكة الجمال وعارضة أمريكية، ولدت في 26 أكتوبر 1969 في سان خوان في الولايات المتحدة.